# Окландска гимназија
Окландска гимназија (енгл. Auckland Grammar School) је државна гимназија за дечаке у Окланду на Новом Зеланду. Похађају је ученици од девете до тринаесте године. Школа, такође, има ограничен број места за боравак ученика који живе у интернату, који је спојен са школом. Једна је од највећих школа на Новом Зеланду.

## Историја
Школа је основана 1868. године, доношењем посебног закона, иако је већ раније донесена повеља о посебној задужбини коју је основао гувернер Новог Зеланда Сер Џорџ Едвард Греј.

## Познати ученици
- Сер Едмунд Хилари (1919–2008), истраживач и алпиниста. Први човек на Монт Евересту
- Расел Кроу (1964–), глумац